# (10244) Thüringer Wald
(10244) Thuringer Wald, désignation internationale (10244) Thüringer Wald, est un astéroïde de la ceinture principale.

## Description
(10244) Thuringer Wald est un astéroïde de la ceinture principale. Il fut découvert le 26 septembre 1960 à l'observatoire Palomar par Cornelis Johannes van Houten, Ingrid van Houten-Groeneveld et Tom Gehrels. Il présente une orbite caractérisée par un demi-grand axe de 2,40 UA, une excentricité de 0,10 et une inclinaison de 7,5° par rapport à l'écliptique.

## Compléments